# مايسنيل
مايسنيل (بالفرنسية: Maisnil)‏ هي بلدية تقع في إقليم باد كاليه من منطقة نور با دو كاليه في شمال فرنسا. تبلغ مساحة هذه المدينة 5.14 (كم²)، وترتفع عن سطح البحر 156 م، يبلغ عدد سكانها 249 نسمة حسب إحصاء المعهد الوطني للإحصاء والدراسات الاقتصادية سنة 2009 م. وترأس أندريه ماسون البلدية خلال فترة (2008-2014).